# Älvros gamla kyrka
Älvros gamla kyrka är en kyrkobyggnad i Älvros. Kyrkan tillhör Svegsbygdens församling i Härnösands stift.

## Kyrkobyggnaden
Älvros gamla kyrka kan vara från 1500-talet. Kyrkan flyttades till sin nuvarande plats år 1638 och ökades till sin dubbla längd. Åren 1739–1740 byggdes den om till korskyrka. 1806 reveterades ytterväggarna med vit puts. En restaurering genomfördes åren 1929–1932. Ett åtgärdsprogram utfördes 1968 av Erik Ring från Sveg. Virke ilagades och fasaderna putsades och målades om. En omfattande restaurering genomfördes åren 2003–2004 då spåntaket lagades och ett antal rötskadade syllstockar byttes ut. Väggarna fick ny puts som målades i vitt och rött i enlighet med färgsättningen från år 1806.
Kyrkan flankeras av en klockstapel som 1795 uppfördes av byggmästaren Pål Persson, känd för byggandet av ett stort antal klockstaplar i karaktäristisk stil.

## Inventarier
Inredningen är huvudsakligen från mitten av 1700-talet, detaljer bland annat ett antal målningar är daterade till sen medeltid. Kyrkans 6-stämmiga orgel skänktes hit 1934 av professor Edvard Alin. Den är byggd i början av 1800-talet och har tidigare tillhört Malmqvistska barnuppfostringsanstalten i Stockholm.
Intill koret vid gränsen mellan norra och östra korsarmen står predikstolen med rokokoornamentik som är tillverkad på 1760-talet av Jonas Granberg. Kyrkans dopfunt är en dopängel av trä som är tillverkad 1779 och som är placerad framför trappan upp till predikstolen. Ett altarskåp i trä är från 1600-talet.

## Galleri

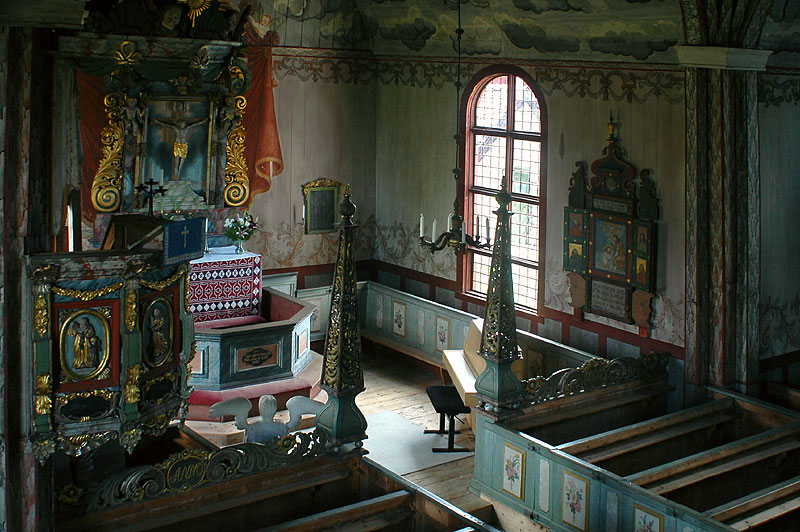
Interiör
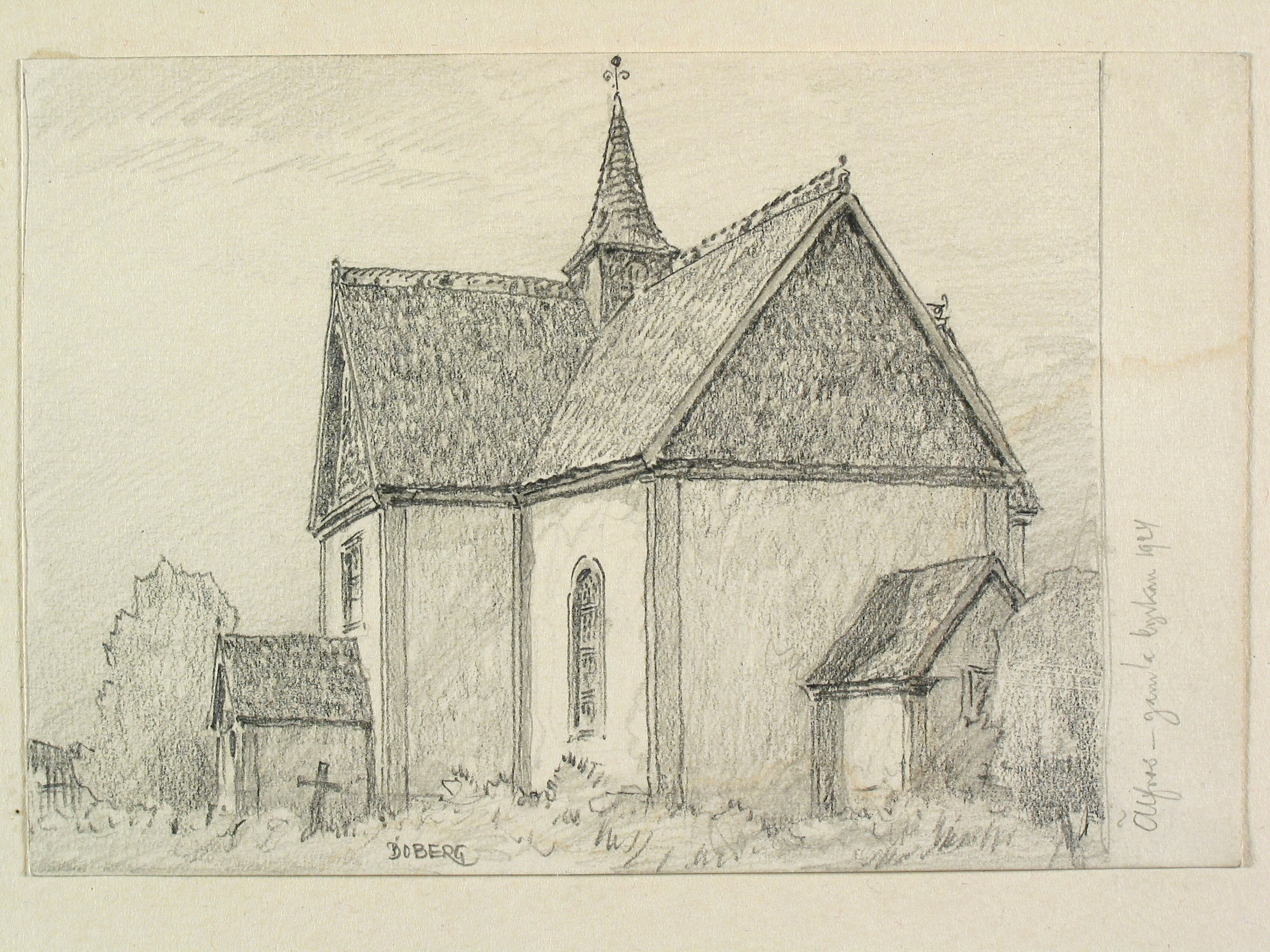
Älvros gamla kyrka tecknad av Ferdinand Boberg 1924.